# Juzet-de-Luchon
Juzet-de-Luchon – miejscowość i gmina we Francji, w regionie Oksytania, w departamencie Górna Garonna.
Według danych na rok 1990 gminę zamieszkiwało 331 osób, a gęstość zaludnienia wynosiła 49 osób/km² (wśród 3020 gmin regionu Midi-Pireneje Juzet-de-Luchon plasuje się na 736. miejscu pod względem liczby ludności, natomiast pod względem powierzchni na miejscu 1345.).